# جايابورا
جايابورا (بالإنجليزية: Jayapura) هي مدينة تقع في إندونيسيا وهي عاصمة مقاطعة بابوا. يقدر عدد سكانها بـ 233,859 نسمة وترتفع عن سطح البحر 287 متر.

## المناخ
يظهر الجدول التالي التغييرات المناخية على مدار السنة لجايابورا:
| البيانات المناخية لـجايابورا | البيانات المناخية لـجايابورا | البيانات المناخية لـجايابورا | البيانات المناخية لـجايابورا | البيانات المناخية لـجايابورا | البيانات المناخية لـجايابورا | البيانات المناخية لـجايابورا | البيانات المناخية لـجايابورا | البيانات المناخية لـجايابورا | البيانات المناخية لـجايابورا | البيانات المناخية لـجايابورا | البيانات المناخية لـجايابورا | البيانات المناخية لـجايابورا | البيانات المناخية لـجايابورا |
| الشهر                        | يناير                        | فبراير                       | مارس                         | أبريل                        | مايو                         | يونيو                        | يوليو                        | أغسطس                        | سبتمبر                       | أكتوبر                       | نوفمبر                       | ديسمبر                       | المعدل السنوي                |
| ---------------------------- | ---------------------------- | ---------------------------- | ---------------------------- | ---------------------------- | ---------------------------- | ---------------------------- | ---------------------------- | ---------------------------- | ---------------------------- | ---------------------------- | ---------------------------- | ---------------------------- | ---------------------------- |
| المتوسط اليومي °م (°ف)       | 27.1 (80.8)                  | 26.9 (80.4)                  | 27 (81)                      | 27.1 (80.8)                  | 27.1 (80.8)                  | 26.9 (80.4)                  | 26.4 (79.5)                  | 26.6 (79.9)                  | 26.9 (80.4)                  | 27.2 (81.0)                  | 27.3 (81.1)                  | 27.2 (81.0)                  | 27 (81)                      |
| الهطول مم (إنش)              | 319.5 (12.58)                | 248.3 (9.78)                 | 266.4 (10.49)                | 220.8 (8.69)                 | 172.1 (6.78)                 | 165.3 (6.51)                 | 127.6 (5.02)                 | 132.6 (5.22)                 | 154.8 (6.09)                 | 184.1 (7.25)                 | 179 (7.0)                    | 227.4 (8.95)                 | 2٬397٫9 (94.41)              |
| متوسط الأيام الممطرة (≥ 0.1) | 17.6                         | 17.5                         | 19.2                         | 17.6                         | 14.1                         | 12.9                         | 13                           | 12.8                         | 13.3                         | 14.7                         | 15.6                         | 17.3                         | 185.6                        |
| متوسط الرطوبة النسبية (%)    | 80.2                         | 81.2                         | 80.8                         | 80.7                         | 81.1                         | 79.9                         | 81                           | 80.3                         | 79.1                         | 80.1                         | 79.8                         | 80.5                         | 80.4                         |
| ساعات سطوع الشمس الشهرية     | 390.6                        | 353.1                        | 387.5                        | 375                          | 384.4                        | 372                          | 384.4                        | 384.4                        | 372                          | 387.5                        | 378                          | 390.6                        | 4٬562٫5                      |
| ساعات سطوع الشمس اليومية     | 12.6                         | 12.5                         | 12.5                         | 12.5                         | 12.4                         | 12.4                         | 12.4                         | 12.4                         | 12.4                         | 12.5                         | 12.6                         | 12.6                         | 12.5                         |
| المصدر: Weatherbase          |                              |                              |                              |                              |                              |                              |                              |                              |                              |                              |                              |                              |                              |

## توأمة
لجايابورا اتفاقيات توأمة مع كل من:
- سان خوسيه
- بورتوبرنسس
- سونغكلا

## أعلام
- اوكتافيانوس مانياني
- إيلي أيبوي
- محمد طاهر
- إيرول إيبا
- إيمانويل وانجاي